# Fridel Dethleffs-Edelmann
Fridel Dethleffs-Edelmann geborene Edelmann (* 30. November 1899 in Hagsfeld bei Karlsruhe; † 24. September 1982 in Isny im Allgäu) war eine deutsche Porträt-, Blumen- und Landschaftsmalerin.

## Leben
Ab 1915 nahm sie in ihrer Heimatstadt Karlsruhe privaten Malunterricht bei Wilhelm Trübner und Alice Proumen und besuchte von 1916 bis 1918 die dortige Großherzogliche Malerinnen-Schule.
1919 zählte sie zu jenen Frauen, die erstmals an der Badischen Landeskunstschule (heute Staatliche Akademie der Bildenden Künste Karlsruhe) zum Studium zugelassen wurden. Ihre Lehrer waren dort die Professoren Wilhelm Schnarrenberger und Hermann Gehri. 1925 wurde sie Meisterschülerin von Prof. Ernst Würtenberger in den Arbeitsgebieten Ölmalerei, Aquarellmalerei und Grafik.
Es folgten Malaufenthalte in Frankreich und Italien. 1931 heiratete die Künstlerin den Unternehmer Arist Dethleffs. Dieser baute ihr ein fahrbares Atelier, das später sogenannte Dethleffs Wohnauto, damit sie ihn bei seinen Geschäftsreisen begleiten konnte. Daraus entstand später der Wohnwagenhersteller Dethleffs.
In der Zeit des Nationalsozialismus war Fridel Dethleffs-Edelmann Mitglied der Reichskammer der bildenden Künste. Für diese Zeit ist ihre Teilnahme an dreizehn großen Gruppenausstellungen sicher belegt, darunter 1941, 1942 und 1943 die Große Deutsche Kunstausstellung in München. Dort zeigte sie sieben Ölgemälde mit Blumen, von denen 1941 Franz-Xaver Schwarz Gelbe Blumen im Krug erwarb.
Als ihr Mann 1939 zum Kriegsdienst eingezogen wurde, übernahm Fridel Dethleffs-Edelmann selbst die damalige Sportartikel-Fabrik Dethleffs in Isny. Dort war sie zusammen mit ihrer Tochter Ursula Dethleffs, die als Künstlerin über die Grenzen Deutschlands hinaus bekannt wurde, Mitbegründerin der Künstlergruppe „arkade“. Ebenfalls war sie treibende Kraft bei der Gründung der „Oberschwäbischen Sezession“ (später Sezession Oberschwaben-Bodensee (SOB)), deren Vorstandsmitglied sie von 1951 bis 1958 war.
In den 1950er und 1960er Jahren unternahm die Malerin Touren mit dem Fahr-Atelier durch Europa, in den Vorderen Orient und nach Russland.

## Werk
Porträts, Blumen-Stillleben und Landschaftsbilder prägten zeitlebens das Repertoire von Fridel Dethleffs-Edelmann. War ihr Werk zuerst von der „Neuen Sachlichkeit“ geprägt, so fand sie später zu einer zwischen Gegenständlichkeit und Abstraktion balancierenden Bildsprache.

## Ehrungen
- 1930: Badischer Staatspreis im Wettbewerb „Künstlerselbstbildnisse“. Das prämierte Bild wurde von der Bayerischen Staatsgalerie München angekauft.[3]
- 1931: 2. Preis der Ausstellung „Süddeutsche Kunst“ in München
- 1932: 1. Staatspreis in der Ausstellung „Die Frau im Bilde“ des Badischen Kunstvereins Karlsruhe
- 1932: Silbermedaille der Stadt Karlsruhe für Blumenstück[3]
- Bundesverdienstkreuz am Bande (17. Oktober 1973)[4]

## Weitere Ausstellungen (unvollständig)
- 1923: Teilnahme an der Großen Deutschen Kunstausstellung in Karlsruhe
- 1930: Teilnahme an der Ausstellung „Badisches Kunstschaffen der Gegenwart“ in Karlsruhe
- 1931: Teilnahme an der Ausstellung „Süddeutsche Kunst“ in München
- 1932: Teilnahme an der Ausstellung „Die Frau im Bilde“ des Badischen Kunstvereins Karlsruhe
- 1947: Teilnahme an der Ausstellung „Oberschwäbische Kunst“ in Ehingen (Donau)
- 1955: Galerie Henning, Halle/Saale (Einzelausstellung mit Ölbildern)
- 1961, 1971, 1980/81: Ausstellungen im Städtischen Bodensee-Museum in Friedrichshafen

Postum waren einige ihrer Werke 1990 unter dem Motto „Aquarelle und Zeichnungen aus dem Schwarzwald“ im Augustinermuseum in Freiburg i. Br. zu sehen. Im Jahr 2000 wurden 40 ihrer Werke in einer Ausstellung in der Städtischen Galerie Karlsruhe gezeigt. Im Jahr 2006 zeigte die Städtische Galerie Wangen im Allgäu Bilder aus dem Nachlass. Werke von Fridel Dethleffs-Edelmann sind auch in der Dauerausstellung des Bodenseekreises im Landratsamt Friedrichshafen zu sehen.